# 9983 Rickfienberg
Rickfienberg (asteróide 9983) é um asteróide da cintura principal, a 2,3913938 UA. Possui uma excentricidade de 0,1163988 e um período orbital de 1 626,25 dias (4,45 anos).
Rickfienberg tem uma velocidade orbital média de 18,10486718 km/s e uma inclinação de 8,32067º.
Este asteróide foi descoberto em 19 de Fevereiro de 1995 por Dennis di Cicco.